# شاشالاكا برتقالي الحاجب
شاشالاكا برتقالي الحاجب (الاسم العلمي: Ortalis superciliaris) هو نوع من الطيور يتبع جنس الشاشالاكا من فصيلة القرازية.